# Coschützer Tunnel
Der Coschützer Tunnel im Verlauf der Bundesautobahn 17 ist Teil einer Kombination aus zwei Tunneln und einer verbindenden Brücke zur Überquerung des Weißeritztales, hier des Plauenschen Grundes. Der Coschützer Tunnel besteht aus zwei Röhren und unterquert den Dresdner Stadtteil Coschütz auf 2332 Metern Länge. Anschließend in Richtung BAB 4 folgt die zweigeteilte vierspurige Weißeritztalbrücke von rund 218 Metern Länge und der Dölzschener Tunnel von 1070 Metern Länge.

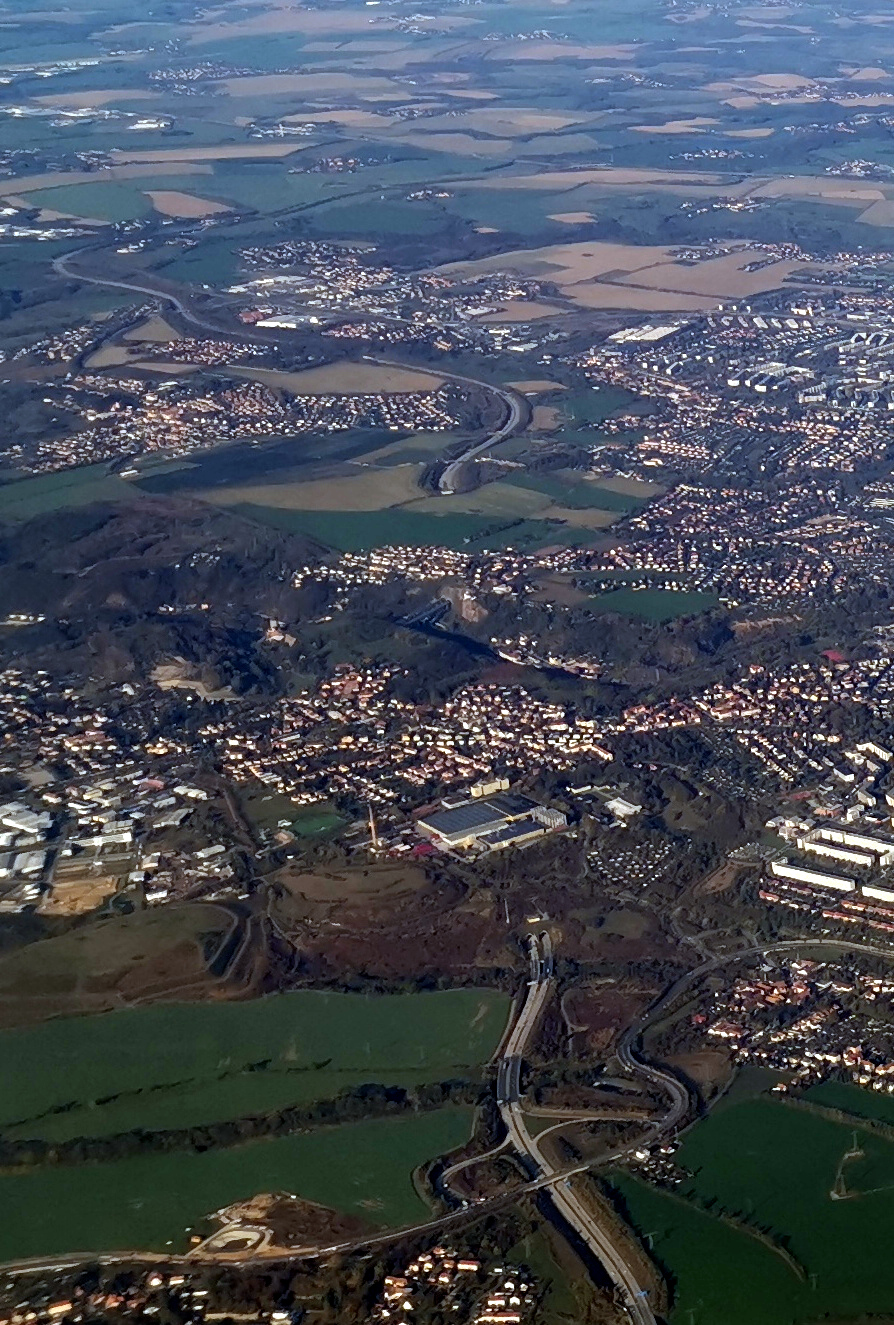
Autobahnanschlussstelle Dresden-Südvorstadt aus südlicher Richtung gesehen mit Einfahrt zum Coschützer Tunnel, der über dem Tunnel befindlichen Feldschlößchen-Brauerei und dahinter in der Bildmitte der Weißeritztalbrücke sowie dem Dölzschener Tunnel

Die Kombination ist Hauptteil des am 22. Dezember 2004 eröffneten, 8,85 Kilometer langen Autobahn-Teilstücks zwischen den Anschlussstellen Dresden-Gorbitz (2) und Dresden-Südvorstadt (3). In jenem liegen zudem der 345 Meter lange Tunnel Altfranken, die 67 Meter lange Kaitzbachbrücke und die 142 Meter lange Zschauketalbrücke.
Der Coschützer Tunnel ist mit modernster Sicherheitstechnik ausgestattet. Beim ersten Test durch den ADAC schnitt der Tunnel 2006 mit „sehr gut“ ab und erfüllt damit die vorgesehenen Sicherheitsstandards.